# Рудолф Краузе
Рудолф Краузе (на германски Rudolf Krause) е бивш пилот от Формула 1.
Роден на 30 март 1907 година в Райхенбах-им-Фогтланд, Германия.

## Формула 1
Рудолф Краузе прави своя дебют във Формула 1 в голямата награда на Германия през 1952 година. В световния шампионат записва 2 състезания, като не успява да спечели точки. Състезава се с частен БМВ.